# ズザナ・デュルコウスカー
ズザナ・デュルコウスカー(スロバキア語: Zuzana Ďurkovská, 1977年7月31日 - )は、チェコスロバキア出身の女性、スロバキアのアイスダンス選手。パートナーはマリャーン・メサーロシュ。
スロバキアフィギュアスケート選手権優勝（1998、1999、2000年）、世界フィギュアスケート選手権（2000、2001年）、ヨーロッパフィギュアスケート選手権（2000、2001年）スロバキア代表。

## 経歴
1980年チェコスロバキア ブラチスラヴァ生まれ。1984年にスケートを始める。
女子シングルの選手を経て1997-98年シーズンにマリャーン・メサーロシュとのアイスダンスカップルを結成。2000-01年シーズンに解散するまでスロバキアの第一人者となった。ISUグランプリシリーズ出場はなかったものの世界フィギュアスケート選手権やヨーロッパ選手権に出場した。
その後、2001-02年シーズンにチェコのオタ・ヤンデイセクとカップルを組んだが大きな大会への出場はなかった。

## 主な戦績
| 大会/年            | 1997-98 | 1998-99 | 1999-00 | 2000-01 |
| ------------------ | ------- | ------- | ------- | ------- |
| 世界選手権         |         |         | 28      | 34      |
| 欧州選手権         |         |         | 20      | 24      |
| スロバキア選手権   | 2       | 1       | 1       | 1       |
| フィンランディア杯 |         |         |         | 8       |
| ゴールデンスピン   |         |         | 13      | 12      |
| ネーベルホルン杯   |         |         | 11      | 11      |
| シェーファー記念   |         | 7       | 8       |         |
| ネペラ記念         | 6       | 2       | 6       | 11      |
| ユニバーシアード   |         | 9       |         |         |